# Luciano Suriani
Luciano Suriani (ur. 11 stycznia 1957 w Atessa) – włoski duchowny katolicki, arcybiskup, nuncjusz apostolski w Bułgarii oraz Macedonii Północnej od 2022.

## Życiorys
5 sierpnia 1981 otrzymał święcenia kapłańskie z rąk Vincenzo Fagiolo i został inkardynowany do archidiecezji Chieti-Vasto. W 1986 rozpoczął przygotowanie do służby dyplomatycznej na Papieskiej Akademii Kościelnej.
22 lutego 2008 został mianowany przez Benedykta XVI nuncjuszem apostolskim w Boliwii oraz arcybiskupem tytularnym Amiternum. Sakry biskupiej 26 kwietnia 2008 udzielił mu ówczesny sekretarz stanu Tarcisio Bertone. 21 listopada 2008 zrezygnował z kierowania nuncjaturą ze względu na trudności zdrowotne.
24 września 2009 został delegatem ds. nuncjatur w Sekretariacie Stanu Stolicy Apostolskiej.
7 grudnia 2015 został przeniesiony do nuncjatury apostolskiej w Serbii. 13 maja 2022 został mianowany nuncjuszem apostolskim w Bułgarii. 21 maja 2022 papież Franciszek mianował go również nuncjuszem apostolskim w Macedonii Północnej.  